# Керолајн Манро
Керолајн Манро (Виндзор, 16. јануар 1949) енглеска је глумица и манекенка.

## Биографија
Рођена је 16. јануара 1949. године у енглеском граду Виндзор, похађала је католичку школу и певала у црквеном хору.
Године 1966. њена мајка је послала фотографије од Керолајн новинама The Evening News. Победила је на такмичењу и након што се преселила у Лондон започела каријеру као манекенка.
Први пут се појавила на филму 1967. године, у малој улози за филм Казино Ројал. До 1972. године, глумила је само у малим епизодним улогама. Тек након филма Дракула у 1972., одлучила је да се озбиљније посвети глуми. Године 1974. играла је главне улоге у два филма: Капетан Кронос: Ловац на вампире и авантуристички филм Синбадово златно путовање који је објављен и у Совјетском Савезу. 
Године 1976. играла је у фантастичном филму Необично путовање центром земље, а 1977. поново се појавила у серијалу филмова о Џејмсу Бонду, играјући улогу пилота Наоми у филму Шпијун који ме је волео. 
Током осамдесетих, углавном је снимала хорор филмове, а деведесетих је одлучила да посвети више пажње двема ћеркама и супругу. Последње остварење у ком се појавила, био је хорор филм „House of the Gorgon” из 2019. године.

## Филмографија
- Casino Royale (1967)
- Joanna (1968)
- Where's Jack? (1969)
- A Talent for Loving (1969)
- Fumo di Londra (1971)
- The Abominable Dr. Phibes (1971)
- Dracula A.D. 1972 (1972)
- Dr. Phibes Rises Again (1972)
- The Golden Voyage of Sinbad (1973)
- Captain Kronos – Vampire Hunter (1974)
- I Don't Want to Be Born (1975)
- At the Earth's Core (1976)
- The Spy Who Loved Me (1977)
- Starcrash (1979)
- Maniac (1980)
- The Last Horror Film (1982)
- Don't Open Till Christmas (1984)
- Slaughter High (1986)
- Howl of the Devil (1987)
- Faceless (1988)
- Demons 6: De Profundis (1989)
- Night Owl (1993)
- To Die For (1994)
- Flesh for the Beast (2003)
- Domestic Strangers (2005)
- The Absence of Light (2006)
- Aqua Tales (2012)
- Vampyres (2015) [4]
- Cute Little Buggers (2015)
- Crying Wolf 3D (2015)[5]
- GirlForce (2016)[6]
- 315 Wicked Way (2017)
- House of the Gorgon (2019)[7]